# TT A3
La tombe thébaine TT A3 est située à Dra Abou el-Naga, dans la nécropole thébaine, sur la rive ouest du Nil, face à Louxor en Égypte.
C'est la tombe de Rourou, chef des medjaÿs, datant du Nouvel Empire.